# Jorge (curador)
Jorge (em latim: Georgius) foi um oficial bizantino do século VI, ativo no reinado do imperador Justiniano (r. 527–565).

## Vida

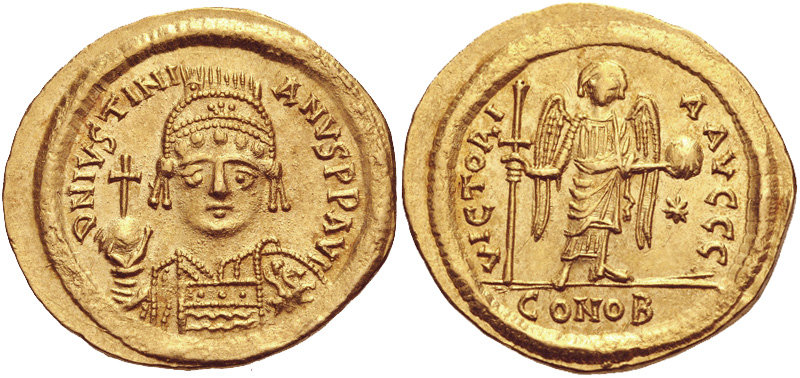
Soldo de Justiniano r.

Segundo Teófanes, o Confessor, Jorge era parente da imperatriz Teodora (r. 527–543). Talvez pode ser a personagem homônima que foi marido de Proba, a filha de Anastácio e Juliana e bisneta do cônsul Olíbrio. Segundo Teófanes, entre o fim de 560 e maio de 562, serviu na corte como curador da casa divina (a residência imperial) situada na costa. No final de 560, ele e Etério foram acusados de falsamente conspirar para entronar Teodoro. Em maio de 562, ele e João acusaram Zemarco de caluniar o imperador.